# IC 4642
IC 4642 ist ein Planetarischer Nebel im Sternbild Altar. 
Entdeckt wurde das Objekt 1901 von der amerikanischen Astronomin Williamina Fleming.